# Aleksander von Lüders-Weymarn
Aleksander Aleksandrowicz von Lüders-Weymarn (ros. Александр Александрович Лидерс-Веймарн, ur. 30 sierpnia 1856 w Petersburgu, zm. 2 czerwca 1911 w Nicei) – rosyjski wojskowy, wicegubernator piotrkowski, rzeczywisty radca stanu, kamerher.
Ukończył VI Rządowe Gimnazjum Filologiczne w Warszawie, a w 1877 roku kurs II rangi w Nikołajewskiej Akademii Sztabu Generalnego. W 1895 roku przeniesiony do Ministerstwa Spraw Wewnętrznych Imperium Rosyjskiego. W 1901 roku mianowany kamerherem, od 6 grudnia 1904 roku rzeczywisty radca stanu. W latach 1905–1907 członek Rady Ministerstwa Spraw Wewnętrznych.
W latach 1899–1902 wicegubernator piotrkowski. Wnuk Aleksandra Lüdersa, namiestnika Królestwa Polskiego.